# Macaca maura
Macaco-mouro (Macaca maura) é um Macaco do Velho Mundo da subfamília Cercopithecinae com corpo de cor branca e preta com a garupa de cor pálida e um trecho sem pelos de cor rosa. Tem entre 50 e 58 cm de comprimento e come principalmente frutos de Ficus, sementes de bambu, insetos, brotos e invertebrados em florestas tropicais. É endêmico das ilhas Celebes, na Indonésia.
Corre risco de extinção devido à perda de habitat e expansão humana e desflorestação por conta do aumento de áreas cultivadas. Somente 1000 indivíduos ocorrem nas Celebes.